# Свети Георги (Негован)
Вижте пояснителната страница за други значения на Свети Георги.
„Свети Георги“ (на гръцки: Ναός Αγίου Γεωργίου) е църква в лъгадинското село Негован (Ксилополи), Гърция, част от Лъгадинската, Литийска и Рендинска епархия. Храмът е енорийската църква на селото и е изграден в центъра му през XVII век. В края на XIX и началото на XX век храмът е арена на ожесточени сблъсъци между българската и гръцката партия в селото.